# Incrucipulum
Incrucipulum — рід грибів родини Hyaloscyphaceae. Назва вперше опублікована 1985 року.
Incrucipulum ciliare зустрічається в Україні на опалому листі.